# Scott William Winters
Scott William Winters (New York, 5 agosto 1965) è un attore statunitense.

## Biografia
Ha origini irlandesi, da parte del padre, e italiane, da parte della madre. Winters ha tre fratelli: il fratello maggiore Dean Winters, Bradford (un poeta/scrittore), e una sorella di nome Blair. Assieme al fratello Dean ha recitato come guest star nel franchise Law & Order. L'attore conosciuto soprattutto per la sua interpretazione di Cyril O'Reily nella drammatica serie della HBO Oz, nella quale ha lavorato  ancora insieme al fratello Dean, anche nella serie erano fratelli. Scott William Winters è anche apparso al cinema in diversi film, tra cui Will Hunting - Genio ribelle.

## Filmografia parziale

### Cinema
- Larry Flynt - Oltre lo scandalo, regia di Miloš Forman (1996)
- Will Hunting - Genio ribelle, regia di Gus Van Sant (1997)
- Jay & Silent Bob... Fermate Hollywood!, regia di Kevin Smith (2001)
- Walking on Turtle Island, regia di Ian Skorodin - cortometraggio (2009)
- Five Minarets in New York, regia di Mahsun Kirmizigül (2010)
- Urgency, regia di Kantz (2010)
- Vivienne Again, regia di Kim Garland - cortometraggio (2012)
- The Sublime And Beautiful, regia di Blake Robbins (2014)
- Sweet Lorrain, regia di Chris Fieri (2015)
- Beautifully Broken, regia di Eric Welch (2018)

### Televisione
- Oz - serie TV, 45 episodi (1998-2003)
- Wildfire - serie TV, episodio 2x07 (2006)
- CSI - Scena del crimine (CSI: Crime Scene Investigation) - serie TV, episodio 6x16 (2006)
- Dexter - serie TV, 2 episodi (2006)
- The Book of Daniel - serie TV, 2 episodi (2006)
- 13 Graves - telefilm, regia di Dominic Sena (2006)
- Eyes - serie TV, episodio 1x07 (2007)
- 24 - serie TV, 4 episodi (2007)
- Lincoln Heights - Ritorno a casa (Lincoln Heights) - serie TV, 2 episodi (2007)
- Senza traccia (Without a Trace) - serie TV, episodio 6x08 (2007)
- Law & Order - I due volti della giustizia (Law & Order) - serie TV, episodio 2x11 (2008)
- Fringe - serie TV, episodio 2x11 (2010)
- I Borgia - serie TV, 25 episodi (2011-2014)
- Law & Order - Unità vittime speciali (Law & Order: Special Victims Unit) - serie TV, 4 episodi (2011-2015)
- NYC 22 - serie TV, episodio 1x06 (2012)
- The Leftovers - Svaniti nel nulla (The Leftovers) - serie TV, episodio 1x09 (2014)
- The Americans - serie TV, 3 episodi (2015-2016)
- Lethal Weapon - serie TV, episodio 1x11 (2017)
- Blue Bloods - serie TV, episodio 7x18 (2017)
- Berlin Station - serie TV, 4 episodi (2017)
- The Lost Son - miniserie TV (2018)
- Criminal Minds - serie TV, episodio 14x09 (2018)
- NCIS - Unità anticrimine (NCIS) - serie TV, 9 episodi (2018-2019)
- City on a Hill - serie TV, 5 episodi (2019-2021)
- Bull - serie TV, episodio 6x19 (2022)

## Doppiatori italiani
Nelle versioni in italiano delle opere in cui ha recitato, Scott William Winters è stato doppiato da:
- Vittorio Guerrieri in Jay & Silent Bob... Fermate Hollywood!, Dexter
- Sergio Lucchetti in Fringe, Bull
- Massimiliano Manfredi in Will Hunting - Genio ribelle
- Marco Baroni in Oz
- Maurizio Reti in 24
- Oreste Baldini in CSI: Miami
- Teo Bellia in CSI - Scena del crimine
- Saverio Indrio ne I Borgia
- Massimo Bitossi in Law & Order - Unità vittime speciali (ep. 13x09)
- Andrea Lavagnino in Law & Order - Unità vittime speciali (ep. 14x17)
- Massimo De Ambrosis in Law & Order - Unità vittime speciali (ep. 17x04, 17x05)
- Alberto Bognanni in Blue Bloods
- Roberto Accornero in Berlin Station
- Guido Di Naccio in Criminal Minds
- Stefano Alessandroni in NCIS - Unità anticrimine
- Pierluigi Astore in Station 19
- Maurizio Fiorentini in City on a Hill